# Makai Imre
Makai Imre (Hajdúböszörmény, 1920. június 1. – Budapest, 1995. november 12.) kétszeres József Attila-díjas magyar műfordító.

## Életpályája
1938–1943 között a budapesti egyetem görög-latin szakán tanult az Eötvös Kollégium tagjaként. 1942–1944 között a Magyar Tudományos Akadémia főtitkári hivatalában volt gyakornok. 1944-ben doktori oklevelet szerzett. 1945-ben a Magyar Nemzeti Múzeumban dolgozott. 1946 és 1948 között az Új Szó munkatársa volt. 1952–1954 között a Lenin Intézet műfordítói tanszékén tanszékvezető docens volt. 1971–1981 között a Magyar Írók Szövetsége műfordítói szakosztályának titkára volt. 1972-től 1974-ig az Európa Könyvkiadó, 1974–1983 között a Kossuth Kiadó szerkesztője volt. 1983-ban nyugdíjba vonult.
1945-től legelsőként és legtöbbet fordított a klasszikus orosz és szovjet irodalomból, pl. Dosztojevszkij (műveinek felét), Makszim Gorkij, Solohov, Szolzsenyicin, valamint Lev Tolsztoj, Osztrovszkij, Csehov műveit.

## Színházi műfordításai
A Színházi adattárban regisztrált bemutatóinak száma (1950-2013): 87.
- Trenyov: Ljubov Jarovája (1950, 1958-1959, 1967)
- Mihajlov-Szamojlov: Titkos háború (1951)
- Osztrovszkij: Farkasok és bárányok (1951, 1956, 1966, 1972)
- Gorkij: Kispolgárok (1954, 1958, 1960, 1962, 1964, 1973, 1975, 1980, 1984)
- Szimonov: A lázadó lelkiismeret (1962)
- Szimonov: A negyedik (1962)
- Gorkij: A nap fiai (1965, 1982, 1998, 2010)
- Osztrovszkij: Erdő (1967, 1976, 1989, 2002)
- Csehov: Sirály (1972, 1975, 1981, 1990-1991, 1993, 1996-1997, 2003, 2006, 2008, 2013)
- Dosztojevszkij: Ördögök (1975, 1986)
- Solohov: Emberi sorsok (1975)
- Gogol: Háztűznéző (1976-1978, 1981, 1985, 1988, 1996, 2000)
- Solohov: Csendes Don (1976)
- Dosztojevszkij: A félkegyelmű (1979, 1994-1995, 2012)
- Osztrovszkij: Jövedelmező állás (1980)
- Dosztojevszkij: A Karamazov testvérek (1981, 1984-1985, 1999)
- Gorkij: Zikovék (1981)
- Csehov: Ványa bácsi (1982-1983, 1995, 1997, 2004-2005)
- Gogol: Kártyások (1985, 1997)
- Dosztojevszkij: Bűnhődés (1986)
- Dosztojevszkij: Feljegyzések az egérlyukból (1986)
- Gogol: Egy őrült naplója (1987, 1998, 2000, 2002, 2008)
- Osztrovszkij: Tehetségek és tisztelők (1988)
- Gogol: A köpönyeg (1997, 2002)
- Dosztojevszkij: Nasztaszja Filippovna (1999)
- Dosztojevszkij: Az idióta (2003)

## Műfordításai
- L. A. Kasszil: Drága kisfiam (ifjúsági regény, 1945)
- Makszim Gorkij: Ilja gyermekkora (regény, 1945)
- A. Sz. Puskin: A postamester (elbeszélés, 1945)
- A. Tolsztoj: Gyönyörű asszony (elbeszélések, 1947)
- A. Tolsztoj: A kenyér (regény, 1947)
- L. Ny. Tolsztoj: Ne játssz a tűzzel (elbeszélés, 1947)
- V. K. Arszenyev: Az őserdők fia, Derszu Uzala (regény, 1948)
- Makszim Gorkij: Ember születik (elbeszélések, 1948)
- N. K. Gudzij: Tolsztoj (1948)
- Makszim Gorkij: Amerikában (útirajz, Kovács Györggyel, 1949)
- A. Karavajeva: Tüzek (regény, 1949)
- Solohov: Csendes Don (regény, 1949)
- V. Gogol: Az arckép (elbeszélés, 1948)
- Sz. Babajevszkij: Aranycsillag lovagja (regény, 1950)
- A. P. Csapigin: Sztyenka Rázin (regény, 1950)
- G. Gulia: Kaukázusi tavasz (kisregény, 1950)
- Sz. D. Msztiszlavszkij: Tavaszi madár a varjú (regény, 1950)
- M. Muratov: Golovnyin kapitány (1950)
- F. I. Panfjorov: Aratás (regény, 1950)
- F. I. Panfjorov: Megindulnak a traktorok (regény, 1950)
- B. L. Gorbatov: Donyeci bányászok (regény, Kovai Lőrinccel, 1951)
- Lju Paj-jü: A három harcos (elbeszélések, 1951)
- Sz. D. Szkljarenko: Út Kiev felé (regény, 1951)
- Csao Su-li: Kis Er-Hei házassága (elbeszélés, Kürti Pállal, 1952)
- F. V. Gladkov: Cement (regény, 1952)
- K. A. Trenyov: Ljubov Jarovaja (dráma, 1952)
- Osztrovszkij: Farkasok és bárányok (színmű, 1952)
- Lu Hszin: A vihar visszhangja (elbeszélések, 1953)
- Makszim Gorkij: Volt emberek (elbeszélés, Görög Imrével, 1954)
- L. Tolsztoj: Háború és béke (regény, 1954)
- Ny. V. Gogol: Az orr (elbeszélések, 1955)
- Makszim Gorkij: Január 9. (elbeszélés, 1955)
- A. Sz. Makarenko: Lendület (dráma, 1955)
- M. Solohov: Új barázdát szánt az eke (regény, 1956)
- A. P. Csehov: Szahalin (útleírás, 1956)
- Makszim Gorkij: Ének a sólyomról (elbeszélés, 1957)
- Makszim Gorkij: Szerencsétlen Pável (regény, 1958)
- B. Jasienski: Közönyösek összeesküvése (regény, 1958)
- A. G. Lebegyenko: Szemtől szembe (regény, Gellért Györggyel, 1958)
- A. Ny. Osztrovszkij: Farkasok és bárányok (dráma, 1958)
- J. Szlepuhin: Mondd el mindenkinek! (regény, 1958)
- A. Nyikulkov: Megérdelmelték a boldogságot (ifjúsági regény, 1959)
- G. Nyikolajeva: Útközben (regény, 1960)
- V. I. Rovinszkij: A lázadó hajó (1960)
- M. Solohov: A hazáért harcoltak (regény, 1960)
- F. M. Dosztojevszkij: A félkegyelmű (regény, 1960)
- M. Solohov: Feltört ugar (regény, 1961)
- Sz. M. Uszpenszkij: Az élet határán (1962)
- F. M. Dosztojevszkij: A játékos (elbeszélés, Devecseriné Guthy Erzsébettel, 1963)
- V. D. Fomenko: A föld emlékezete (regény, 1963)
- Ny. F. Pogogyin: Borostyán nyakék (regény, 1963)
- M. Sztyelmah: Kenyér és só (regény, 1963)
- Gorkij: Az anya (regény, 1963)
- M. Sztelmah: Igazság és hamisság (regény, 1964)
- D. Nagiskin: Bonivur szíve (történelmi regény, 1965)
- K. G. Pausztovszkij: A haza füstje (regény, 1965)
- Hidas Antal: Ficzek úr (regény, 1966)
- A. Rekemcsuk: Ne felejtsd el, fiam (regény, 1966)
- Sz. P. Zlobin: Sztyepan Razin (történelmi regény, 1966)
- I. Ny. Dubov: A szökés (regény, 1967)
- D. A. Bilenkin: Hullámverés a Marson (elbeszélések, 1969)
- A. Belij: Keresztrefeszítés (regény, 1969)
- V. Belov: Búcsúhalom (regények, elbeszélések, Csalló Jenővel, 1970)
- F. M. Dosztojevszkij: A Karamazov testvérek (regény, 1971)
- F. M. Dosztojevszkij: Ördögök (regény, 1972)
- Ny. Sz. Jevdokimov: A nélkülözhetetlen ember (elbeszélés, 1972)
- B. Okudzsava: Szegény Avroszimov (történelmi regény, 1972)
- A. N. Ribakov: Az ismeretlen katona (regény, 1972)
- F. M. Dosztojevszkij: A szelíd teremtés (kisregény, Devecseriné Guthi Erzsébettel, 1975)
- A. Belij: Pétervár (regény, 1985)
- A. Szolzsenyicin: A pokol tornáca (regény, 1990)
- Brjuszov: Márványfejecske (elbeszélés, 1990)

## Díjai, elismerései
- Magyar Köztársasági Érdemérem (1948)
- József Attila-díj (1955, 1964)
- A Munka Érdemrend ezüst fokozata (1974)
- Gorkij-díj (1979)
- A Munka Érdemrend arany fokozata (1980)
- Az Európa Könyvkiadó nívódíja (1985, 1986)
- A Magyar Köztársasági Érdemrend tisztikeresztje (1995)